# Wintun

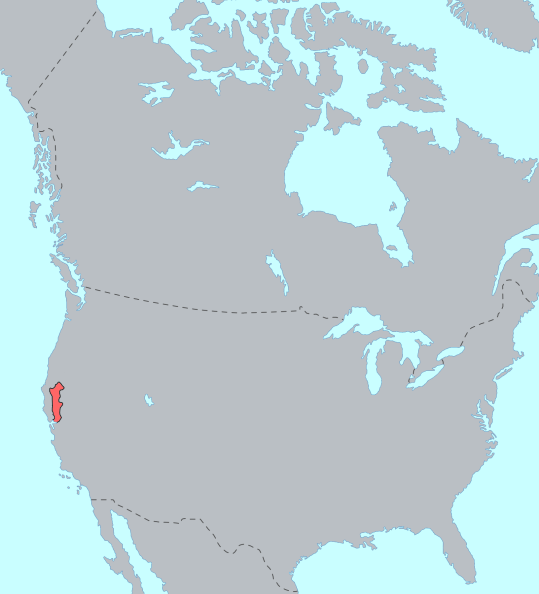
Verbreitung der Wintun vor der Einwanderung der Spanier

Die Wintun (auch Wintuan, Wintoon) sind eine Gruppe von verwandten amerikanischen Indianerstämmen, die in Nordkalifornien leben – zu denen die Stämme der sog. eigentl. Wintu (Nördliche Wintun), der Nomlaki (Central Wintun) sowie der Patwin (Südliche Wintun) gehören. Ihr Gebiet reicht ungefähr vom heutigen Lake Shasta bis zur San Francisco Bay, entlang der westlichen Seite des Sacramento River bis zur Küste. Gemeinsam ist diesen Stämmen, dass sie eine der Wintuan-Sprachen sprechen.